# Cassilongina
Cassilongina es un género de foraminífero bentónico de la subfamilia Cassidulininae, de la familia Cassidulinidae, de la superfamilia Cassidulinoidea, del suborden Buliminina y del orden Buliminida. Su especie tipo es Cassidulina oblonga. Su rango cronoestratigráfico abarca desde el Badeniense o Serravalliense inferior (Mioceno medio) hasta la Actualidad.

## Discusión
Clasificaciones previas incluían Cassilongina en el suborden Rotaliina del orden Rotaliida. Ha sido considerado en ocasiones un sinónimo posterior de Globocassidulina.

## Clasificación
Cassilongina incluye a las siguientes especies:
- Cassilongina oblonga
- Cassilongina bradyi